# Justin Girod-Chantrans
Pour les articles homonymes, voir Girod.
Justin Girod-Chantrans est un militaire, un naturaliste et un homme politique français né le 26 septembre 1750 à Besançon et mort le 1er avril 1841 dans cette même ville.

## Biographie
Né Girod de Chantrans, il abandonne sa particule après la Révolution. Après des études chez les jésuites, il devient officier du génie en 1768. C’est lors d’un séjour à Besançon, vers 1785, qu’il découvre l’histoire naturelle, et fréquente notamment Charles Nodier (1780-1844).
En 1785, lors de son Voyage d'un Suisse en différentes colonies, il constate la terrible conditions des esclaves dans les plantations : « Il n'est pas d'animaux domestiques dont on exige autant de travail et dont on a si peu soin. [...] Des malheureux aux trois quarts nus et qui versaient toutes les sueurs de leurs corps pour satisfaire à leur devoir. J’apercevais parmi ces Noirs, un maître commandeur qui, armé d'un grand fouet, imposait par la crainte aux hommes et aux femmes qu'il surveillait d'un œil sévère ».
En 1802, il entame une carrière politique en étant élu député au Corps législatif avant de se consacrer uniquement aux sciences naturelles en 1810. Il s’intéresse particulièrement à l’observation microscopique. Girod de Chantrans est considéré comme le père, avec Jean Pierre Étienne Vaucher (1763-1841), de la phycologie française. Il fonde et préside la Société d'agriculture, commerce et arts du Doubs.

## Œuvres
- Voyage d'un Suisse dans différentes colonies d'Amérique pendant la dernière guerre (Imprimerie de la Société typographique, Neuchâtel, 1785, puis chez Poinçot, Londres et Paris, 1786 ; réédité en 1970 chez J. Tallandier, Paris). (Lire en ligne)
- Essai sur la destination de l'homme, [Besançon], imprimerie de Jérémie Vuitel, 1786[3].
- Coup d’œil sur les principes de la théorie, adaptée à la pratique de l'agriculture. Besançon, imprimerie Couché, s.d. (1800).[3]
- Notice sur la vie et les ouvrages du général d'Arçon (imprimerie de Daclin, Besançon, an IX-1801 puis chez Magimel, Paris, An X-1802).
- Recherches chimiques et microscopiques sur les conferves, bisses, tremelles, etc. (Bernard, Paris, 1802).
- Entretiens d'un père avec son fils sur quelques questions d'agriculture. Besançon,  Deis; Paris, Lenormant; Dijon, Coquet, 1805[3].
- Essai sur la géographie physique, le climat et l'histoire naturelle... du Doubs (deux volumes, Courcier, Paris, 1810).